# Метаполитефси
Метаполитефси (греч. Μεταπολίτευση) — термин, используемый для обозначения переходного периода в истории современной Греции после падения диктатуры военной хунты «чёрных полковников» 1967—1974 годов, когда конституционным путём форма правления была заменена на парламентскую республику. С этого периода начинается история Третьей греческой республики.

## История
Долгий курс на метаполитефси был взят фактически ещё во времена хунты её лидером Георгиосом Пападопулосом. Он стремился воплотить довольно спорный план либерализации, направленный против таких влиятельных политиков, как Панайотис Канеллопулос и Стефанос Стефанопулос. Выполнение плана Пападопулоса прервали Восстание в Афинском Политехническом университете, массовые акции протеста и демонстрации граждан в поддержку свержения хунты, а также контрпереворот, осуществлённый Димитриосом Иоаннидисом.
Неудачная попытка государственного переворота Иоаннидиса против избранного президента Кипра Макариоса III и последующее вторжение Турции ускорили падение диктатуры. Было назначено временное правительство, известное как «правительство национального единства» во главе с бывшим премьер-министром Константиносом Караманлисом. Караманлис легализовал Коммунистическую партию Греции и создал новую политическую партию «Новая демократия», которая одержала победу на выборах 1974 года.
Сразу после парламентских выборов 1974 года и начался период метаполитефси, процесс демократических преобразований, осуществлённых в последующие годы. Главным примером вполне обновлённого политикума стала мирная передача власти первому левоцентристскому правительству Греции после выборов 1981 года и сотрудничество Константиноса Караманлиса и Андреаса Папандреу.